# Dwight Lewis
Dwight Alexis Lewis Padrón (Maiquetía, 7 ottobre 1987) è un ex cestista venezuelano con cittadinanza statunitense.

## Carriera
Con il Venezuela ha disputato i Giochi olimpici di Rio de Janeiro 2016, i Campionati mondiali del 2019 e due edizioni dei Campionati americani (2011, 2015).